# 本家西尾八ッ橋

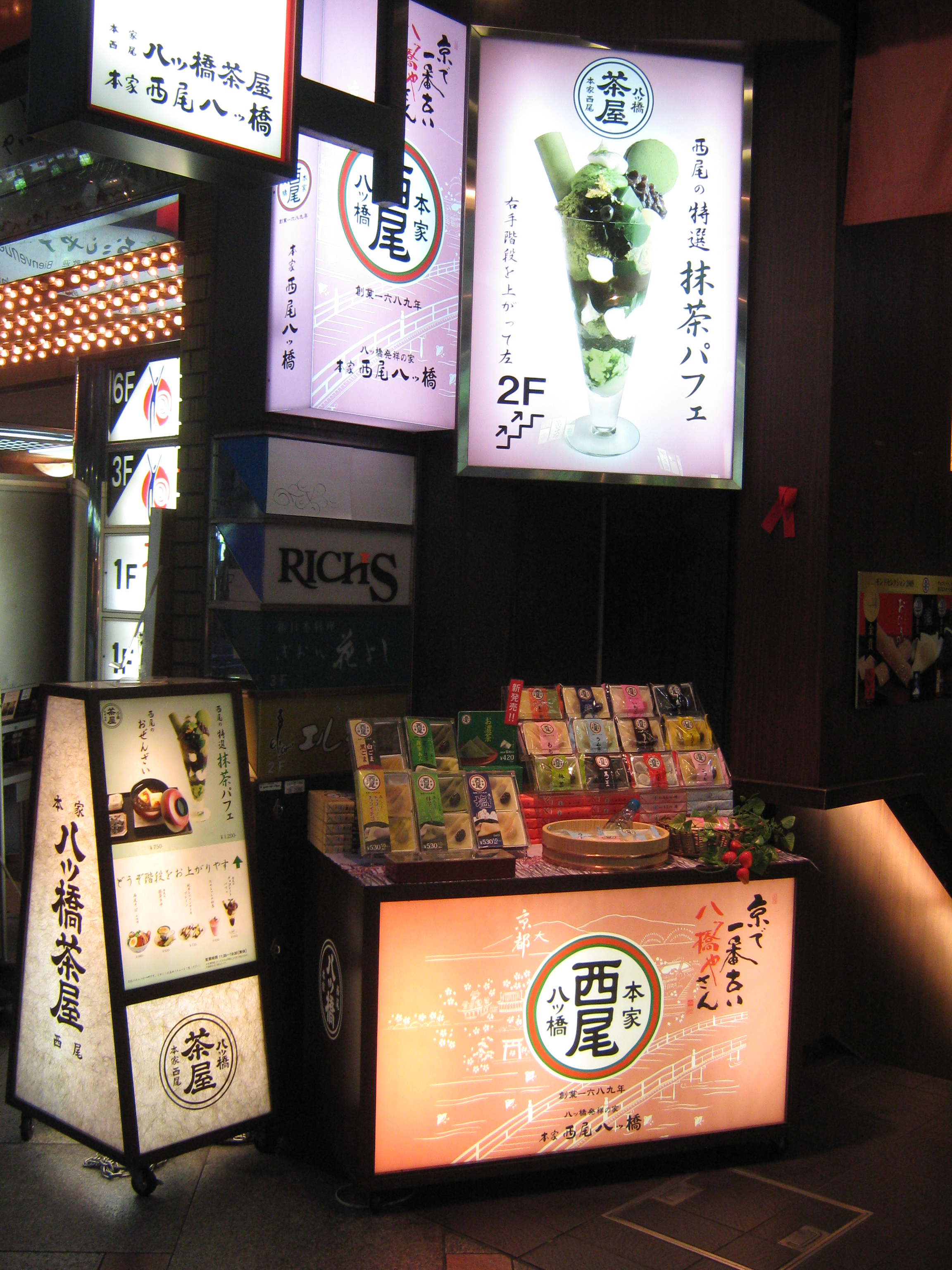
本家西尾八ッ橋、京都市東山区

本家西尾八ッ橋（ほんけにしおやつはし）は、京都府京都市左京区に本社を置き、八ツ橋などを製造・販売する本家八ッ橋西尾株式会社が展開する店舗である。

## 概要
1689(元禄2)年、山城国愛宕郡聖護院村に八ッ橋屋として開業。同社の社史紹介によると、「三河国八ッ橋」の故事に感銘を受けた元禄時代の西尾家が橋に似せた米粉の煎餅菓子を作ったのが西尾八ッ橋の由来という。
1824年(文政7年)年  熊野神社へ、八ッ橋屋為次郎が絵馬を奉納。
西尾の八ッ橋が有名になるのは明治時代、西尾為治が十二代目当主となってからとされる。彼は明治29年、17歳での菓子博金賞受賞を皮切りに180余りの出展を重ね、明治33年にはパリ万博で銀賞をとった。熊野神社境内には平安建都千二百年祭の記念に「八ッ橋発祥之地」碑(梅原猛揮毫)が建てられているが、為治も八ッ橋普及の功績が評価され、一緒に銅像が建立されている。
現在は本家八ッ橋西尾株式会社として営業。1969年には京都府から京都府開庁百周年を記念し、開業百年を超える唯一の八ッ橋の老舗として表彰された。

## 主な商品
- 八ッ橋
- 生八ッ橋
- あんなま（あん入りの生八ッ橋）
  - ニッキ
  - 抹茶
  - 黒ごま白ごま
  - 梅
  - みかん
  - もも
  - いちご
  - さくら
  - ラムネ
  - チョコバナナ
  - チョコレート
  - 焼きいも
  - 栗
  - 青りんご
  - ブルーベリー
  - マンゴー
  - 夏みかん
  - 塩
  - うぐいす
- おまん
- しら餅
- ごま餅
- 純米シフォンケーキ

## 沿革
- 1689年 - 聖護院の森の黒谷参道にて八ッ橋屋梅林茶店を開く。
- 1905年 - 京都駅の前身である七条駅で立ち売りを始め評判を得る。
- 1943年 - 第二次世界大戦に伴い企業合同が行われる。
- 1948年 - 本家八ッ橋西尾株式会社を設立。
- 1976年 - 新製品、生八ッ橋「おまん」を発売。
- 1986年 - 新製品、京のおせん「ひとしれず」発売。
- 1987年 - 創業三百年記念菓として金箔入り八ッ橋「おひろめ」を発売。
- 2005年 - 米粉を用いたお菓子「純米シフォンケーキ」発売。
- 2006年 - 祇園店・八ッ橋茶屋オープン。「ポケット八ッ橋」発売。
- 2007年 - 八条口店・八ッ橋茶屋、清水坂店・八ッ橋茶屋オープン。
- 2008年 - cafe & crepe tamecafeオープン。
- 2009年 - 西尾の八ッ橋 4商品が、2009年度のモンドセレクション「チョコレート・製菓及びビスケット部門」に選出。完熟バナナを練り込んだ「バナナ八ッ橋」発売。
- 2010年 - 産寧坂店リニューアルオープン。「あんなま お濃茶」発売。「純米シフォンケーキ 黒米、アップルシナモン」発売。
- 2011年 - 清水限定あんなま「清水の春」「清水の秋」発売。
- 2012年 - そば処　為治郎を東京駅にオープン。